# چرخند ۱۹۷۰ بهولا

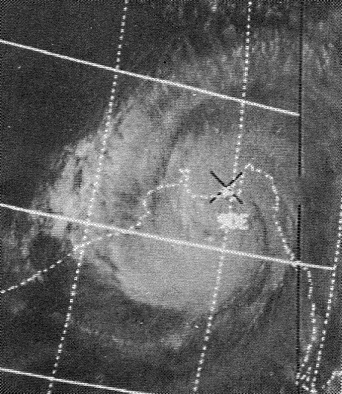
چرخند بهولا پیش از اصابت به خشکی

چرخند بهولا (به بنگالی: ভোলা ঘূর্ণিঝড়) چرخند حاره‌ای ویرانگری بود که ۱۲ نوامبر ۱۹۷۰ در پاکستان شرقی (بنگلادش امروزی) و بنگال غربی هند وزیدن گرفت. بهولا تا به امروز رکورد مرگبارترین چرخند حاره‌ای ثبت‌شده در تاریخ و نیز یکی از مرگبارترین بلایای طبیعی رخ‌داده در جهان را حفظ کرده‌است. در اثر این توفان ۵۰۰٬۰۰۰ تن کشته شدند، اغلب به خاطر آب‌کوههٔ ناشی از توفان که جزایر پست دلتای گنگ را زیر سیل گرفت. بهولا ششمین توفان چرخندی سال ۱۹۷۰ شمال اقیانوس هند و قوی‌ترین آنان بود.
چرخند بهولا ۸ نوامبر ۱۹۷۰ در مرکز خلیج بنگال شکل گرفت و با پیشروی به سمت شمال شدت گرفت. توفان با رسیدن به سرعت ۱۸۵ کیلومتر بر ساعت در ۱۱ نوامبر به اوج شدت خود رسید و بعدازظهر روز بعد به سواحل پاکستان شرقی رسید. آب‌کوههٔ ناشی از آن بسیاری از جزایر ساحلی را در خود غرق کرد؛ در سرتاسر منطقه روستاها ویران و محصولات کشاورزی منهدم شدند. شهرستان تعظیم‌الدین در استان بهولا بیشترین آسیب را دید، بطوری که ۴۵ درصد جمعیت ۱۶۷٬۰۰۰ نفری آن در اثر توفان کشته شدند.
دولت نظامی پاکستان به رهبری ژنرال یحیی خان به خاطر تعلل در کمک‌رسانی به سیل‌زدگان هم از جانب سیاستمداران محلی در پاکستان شرقی و هم از جانب رسانه‌های بین‌المللی مورد انتقاد و سرزنش قرار گرفت. در انتخابات ماه بعد، حزب مخالف دولت، عوامی لیگ، در پاکستان شرقی قاطعانه پیروز شد و تنش‌های ادامه‌دار بین پاکستان شرقی و دولت مرکزی جرقهٔ جنگ آزادسازی بنگلادش را زد که به سبعیت‌های گسترده و در نهایت تشکیل کشور مستقل بنگلادش انجامید.